# Casa del carrer Fedanci, 4 (Manlleu)
La Casa del carrer Fedanci, 4 és una obra noucentista de Manlleu (Osona) inclosa a l'Inventari del Patrimoni Arquitectònic de Catalunya.

## Descripció
Casa de planta baixa i un pis. consta d'un sol pis on s'hi obre una balconada de dues finestres, decorades a la part superior dels brancals i les llindes per sanefes de guix representant flors i motius decoratius geomètrics. Tota la façana està decorada amb incisions simulant carreus de pedra ben tallats. A la part superior de la façana hi ha una franja d'estuc blau decorada amb motllures de guix dibuixant una sanefa de fulles. La teulada acaba amb un ràfec inclinat de llates de fusta i rajoles pintades entre llata i llata.

## Història
En una de les decoracions que emmarquen el balcó hi apareix la data 1915.